# Sämmtliche Gedichte
Sämmtliche Gedichte ist ein Roman von Dietmar Dath aus dem Jahr 2009. 

## Inhalt
Adam Sladek, ein erfolgreicher Dichter, wenn auch mit einem enigmatischen Werk, will beweisen, dass Politik, Wissenschaft und Kunst nur dann zu etwas führen, wenn sie den Vorrang der Poesie anerkennen. Eine Auftragsarbeit führt Sladek in die Tiefen der griechischen Mythologie und der spätantiken Dichtung. Als Bezahlung verspricht sein Auftraggeber, ein schwerreicher Philanthrop, dem Dichter eine Gesamtausgabe seiner Werke. Sladek wird in einer Villa untergebracht, die ihre Gestalt wandelt. Irgendwann taucht die Fliegerin Amelia Earhart auf. 

## Ausgaben
- Sämmtliche Gedichte. Suhrkamp Verlag, Frankfurt am Main 2009. ISBN 978-3-518-42110-9.